# 卡柳梅特鎮區 (伊利諾伊州庫克縣)
卡柳梅特鎮區（英語：Calumet Township）是位於美國伊利諾伊州庫克縣的一個行政鎮區。

## 地方資料
根據2010年美國人口普查的數據，卡柳梅特鎮區的面積為12.10平方千米，當中陸地面積為11.40平方千米，而水域面積為0.70平方千米。當地共有人口20578人，而人口密度為每平方千米1,700.66人。